# Тремблуа-ле-Кариньян
Тремблуа́-ле-Каринья́н (фр. Tremblois-lès-Carignan) — коммуна во Франции, находится в регионе Шампань — Арденны. Департамент коммуны — Арденны. Входит в состав кантона Кариньян. Округ коммуны — Седан.
Код INSEE коммуны — 08459.
Коммуна расположена приблизительно в 230 км к северо-востоку от Парижа, в 105 км северо-восточнее Шалон-ан-Шампани, в 45 км к востоку от Шарлевиль-Мезьера.

## Население
Население коммуны на 2008 год составляло 112 человек.
| 1962 | 1968 | 1975 | 1982 | 1990 | 1999 | 2008 |
| ---- | ---- | ---- | ---- | ---- | ---- | ---- |
| 112  | 122  | 135  | 126  | 120  | 125  | 112  |

## Экономика
В 2007 году среди 82 человек в трудоспособном возрасте (15—64 лет) 59 были экономически активными, 23 — неактивными (показатель активности — 72,0 %, в 1999 году было 57,6 %). Из 59 активных работали 52 человека (33 мужчины и 19 женщин), безработных было 7 (3 мужчин и 4 женщины). Среди 23 неактивных 6 человек были учениками или студентами, 3 — пенсионерами, 14 были неактивными по другим причинам.

## Фотогалерея
- Тремблуа-ле-Кариньян
- Карта коммуны